# Samuel Lamb
Samuel Lamb o Lin Xiangao (chino simplificado: 林献羔, chino tradicional: 林獻羔, pinyin:Lín Xiàn-gāo; Wade–Giles: Lin2 Hsian4-Kao1; '4 de octubre de 1924 - 3 de agosto de 
2013) fue un pastor cristiano en Guangzhou, China. Fue un líder en el movimiento de la iglesia de la casa china, y conocido por su resistencia a la participación en las iglesias del "Movimiento Patriótico de Tres Autonomías" controlada por el Estado.

## Biografía
Lamb nació en una zona montañosa con vista a Macao. Su padre, Paul Lamb, fue el pastor de una pequeña congregación bautista.
Lamb fue encarcelado durante más de 20 años (1955-1957, 1958-1978), por su fe en Cristo. A pesar del trabajo en las granjas para extraer "cubos de miel" o el trabajo agotador en las minas de carbón en los campos, Lamb continuó enseñando la palabra de Cristo.
En 1978 fue liberado de la prisión y en 1979 se reinició la iglesia en 35 Da Ma Zhan, de Guangzhou. Debido a que la asistencia creció rápidamente, luego se trasladó a las reuniones de 15 Rong Gui Li, De Zheng Bei Road. Ahora, la iglesia de la casa tiene cuatro servicios principales cada semana, con una asistencia estimada de cuatro a cinco mil personas.
Desde 1979, ha estado publicando una serie de libros llamada "Voz del Espíritu", y ahora hay más de 200 folletos.
Murió en Guangzhou en 2013, a los 88 años de edad.

## Teología
A lo largo de su vida, fue encarcelado varias veces porque no siguió las reglas del gobierno chino respecto a la religión. Lamb, junto con Wang Ming-Dao, se negó a someterse a la iglesia estatal, conocida como el Movimiento Patriótico de Tres Autonomías (TSPM). Al igual que otros líderes de la iglesia de la casa, Lamb se negó a unirse a la TSPM debido a las limitaciones impuestas por el gobierno a los miembros de las congregaciones. Las restricciones son: no hay predicación del libro de Apocalipsis, el desaliento de la predicación en la segunda venida de Cristo, y la prohibición de evangelizar a los menores (escuela dominical para niños). En todos estos casos, Lamb cree que la obediencia a Dios reemplaza el comando en Romanos 13, que requiere que los cristianos deben obedecer a sus gobiernos, y su fe se cree conformarse con las enseñanzas de la Biblia (e.g. Hechos de los Apóstoles 5).